# 알제리 전쟁
알제리 전쟁(프랑스어: Guerre d'Algérie, 아랍어: ثورة جزائرية, 영어: Algerian War)은 1954년부터 1962년까지 프랑스와 알제리 독립 운동 세력이 벌인 독립 전쟁이다. 1954년 디엔비엔푸 전투에서 프랑스가 베트남 민주공화국에게 패전하면서, 알제리인의 독립의지가 강화됐고, 8년간의 전쟁을 통해 결국 알제리는 프랑스로부터 독립을 얻었다. 다른 말로 알제리 혁명(영어: Algerian Revolution) 혹은 알제리에서 11월 1일 전쟁(영어: War of 1 November)으로 알려졌다.
이 전쟁은 탈식민지화에서 중요한 전쟁이었으며, 게릴라전, 마키, 민간인에 대한 테러, 양측의 고문 자행, 프랑스 군대의 대테러 작전 등 복잡한 성격을 보인 전쟁이었다. 전쟁은 6명의 알제리의 국민해방전선(FLN)의 구성원들이 1954년 11월 1일에 "붉은 제성인의 날"(Toussaint Rouge)에 일으켰으며, 프랑스 제4공화국의 기반에 타격을 주어 정권이 무너지는 원인이 되었다.
알제리 전쟁은 프랑스에 맞선 독립전쟁과 더불어 알제리 내에 있는 다자적인 복잡한 분쟁으로, 여러 세력들이 서로 대립하였다. 독립 세력 편의 국민해방전선은 알제리 민족 운동(MNA)과 적대하며 싸웠으며, 프랑스 본토에서는 카페 전쟁으로 싸웠다. 또 프랑스 편에서는 우익세력인 육군비밀조직(OAS)이 알제리의 국민해방전선에 대항하였다.
기 몰레(국제 노동자 프랑스 지부, SFIO)의 지도로 프랑스 군대는 당시 프랑스 대부분의 사람들이 생각하던 "화평"을 위한 작전을 전개하였다. 이 "공공 질서 작전"은 이내 대규모 전쟁으로 커졌다. 알제리 사람들은 처음에는 대개 평화적인 해결을 지지하였으나, 점차 독립을 추구하는 쪽으로 돌아섰으며, 이는 여타 아랍 국가와 세계 여론의 지지를 받았다.
그러는 사이 프랑스는 "프랑스령 알제리"(l'Algérie Française) 문제를 놓고 국론이 분열되었다. 한쪽에서는 현 상태를 유지하여, 완전히 프랑스 공화국에 통합하는 방법과 독립하는 방법 사이에서 중간 상태로 협상하자고 주장한 반면, 다른 편에서는 완전한 독립을 허용하자고 주장하였다. 프랑스 군대는 결국 군사적으로 전쟁에서 승리를 하였으나, 상황이 변하여 알제리의 독립이라는 대세는 더 이상 꺾을 수 없게 되었다.
프랑스 의회의 불안정 때문에 프랑스 제4공화국은 1958년 5월 위기로 샤를 드골이 돌아오면서 붕괴되고 드골이 프랑스 제5공화국으로 집권하여 자신과 드골주의자들이 만든 새 헌법을 확립하였다. 드골이 권좌에 오르면서, 프랑스의 식민지를 모은 프랑스 연합을 대체한 프랑스 공동체에 알제리가 계속 통합될 것이었다.
그러나 드골은 알제리의 독립이 불가피하다고 보았는지 이를 인정하는 쪽으로 선회하였다. 드골은 알제리 사람들에게 투표를 실시하였다. 알제리 사람들은 알제리가 독립하고 프랑스가 민족해방전선과 협상하는 쪽을 선택하였고, 그리하여 1962년 3월 에비앙 합의가 이루어져 알제리가 독립하였다.
미셸 드브레 정부의 협상에 반대하던 장군들이 1961년 4월 알제 반란을 일으켰다가 실패하자 알제리 독립에 반대하던 육군비밀조직은 에비앙 합의가 실행되고 피에 누아(Pied noir: 유럽 혈통의 알제리 사람)가 추방되는 것을 막기 위하여 평화적인 시위와 파업과 더불어 폭격 작전을 전개하였다.
이전 1956년에 다른 민족해방전선 지도자들과 함께 체포되었던 아흐메드 벤 벨라가 알제리의 초대 대통령이 되었다.
오늘에 이르기까지 알제리 전쟁은 대반란 작전을 고안한 사람들에게 중요한 전략적 틀을 제시하였으며, 프랑스 군대가 자행한 고문은 이러한 방법의 합법성과 효과를 놓고 도덕적ㆍ정치적 논란을 일으켰다. 양측에서 고문을 행하면서, 이 논쟁은 해결되지 않고 있다.
알제리 전쟁은 현대 알제리 역사의 시작점이었다. 프랑스와 알제리 사회 모두 전쟁으로 오랫동안 상처를 남겼다. 1997년 프랑스 의회 선거에서 사회당이 승리하자 1999년 6월, 전쟁이 끝난지 37년 만에 프랑스 의회는 이것이 "전쟁"이었음을 인정하였으며, 1961년 파리 학살은 2001년 10월에서야 프랑스 정부가 인정하였다.
그러나 국민해방전선이 저지른 1962년 오랑 학살을 알제리 정부는 아직도 인정하지 않고 있다. 프랑스와 알제리의 관계는 여전히 이 전쟁의 영향을 받고 있다. 탈식민지 사상의 저서로 유명한 프란츠 파농(Frantz Omar Fanon)은 알제리 전쟁 초기에 블리다에 있는 자신의 병원을 도피 중인 민족주의 운동가들에게 은신처로 제공했으며, 이후 국민해방전선(FLN)의 외교를 담당하게 된다.

## 같이 보기
- 프란츠 파농
- 알베르 카뮈
- 민족청소